# Wildflecken
Wildflecken – gmina targowa w Niemczech, w kraju związkowym Bawaria, w rejencji Dolna Frankonia, w regionie Main-Rhön, w powiecie Bad Kissingen. Leży w Rhön, około 23 km na północny zachód od Bad Kissingen, nad rzeką Sinn, przy linii kolejowej Wildflecken – Fulda/Würzburg. 1 stycznia 2024 do gminy targowej przyłączono 2,78 km² pochodzące z rozwiązanego obszaru wolnego administracyjnie Großer Auersberg.

## Polityka
Wójtem jest Alfred Schrenck (SDU). Rada gminy składa się z 16 członków:
|      | CSU/PWG | SPD/Wolni Wyborcy | ÖDP/UWG | Razem     |
| 2002 | 7       | 7                 | 2       | 16 miejsc |

## Zabytki i atrakcje
- Kościół pw. św. Józefa (St. Josef)
- Kościół pw. Marii (Maria Ehrenberg)
- ogrodzenia z czasów II wojny światowej